# Souk Bab El Fellah

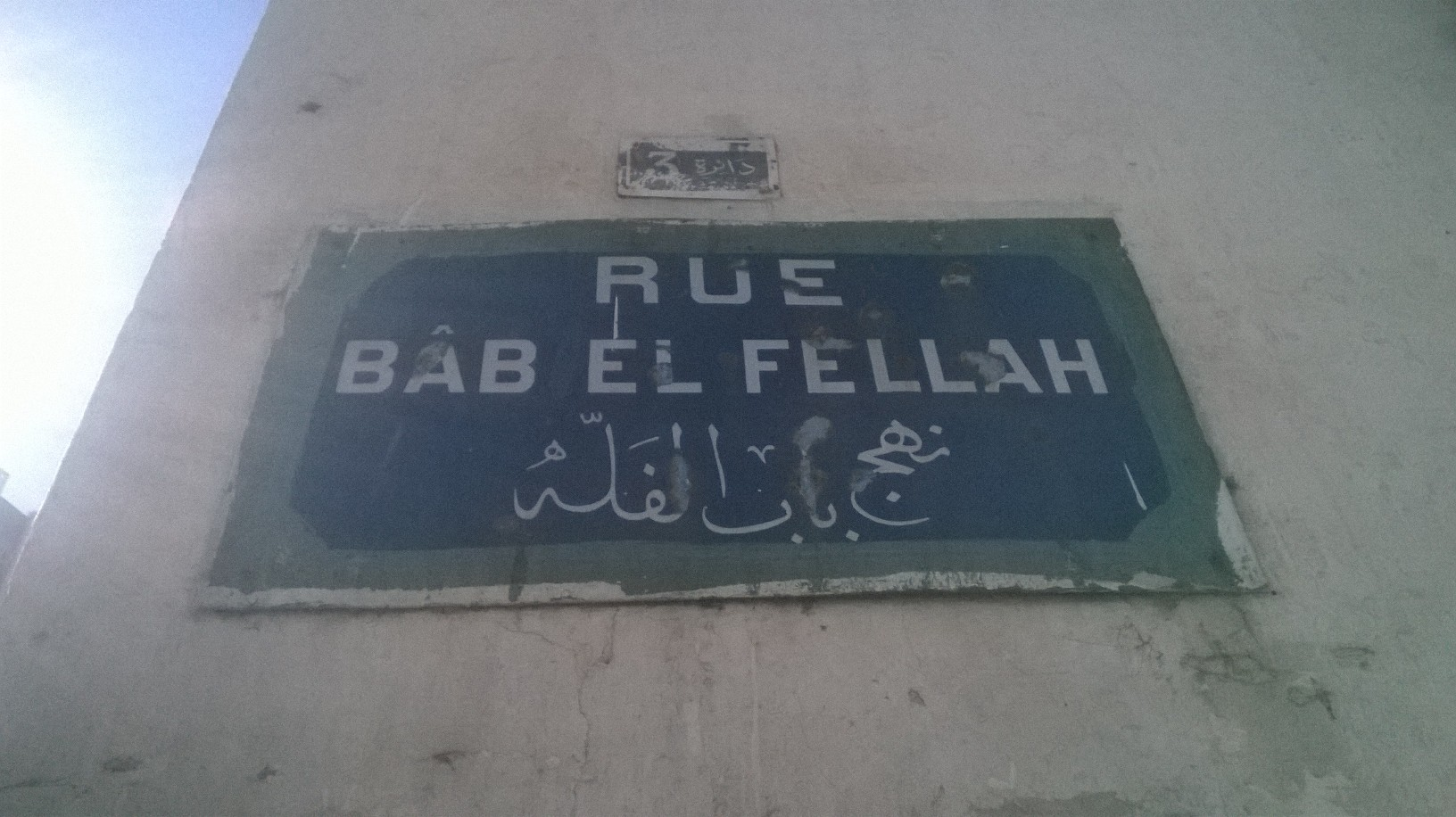
Plaque métallique indiquant la rue Bab El Fellah, siège du souk du même nom.

Le souk Bab El Fellah (arabe : سوق باب الفلة) est l'un des souks de Tunis. Ses produits sont divers et destinés à une utilisation quotidienne.

## Étymologie
Ce souk, tout comme la porte voisine, tire son nom d’une large brèche dite fellah (arabe : فلة) en arabe et qui a permis la fuite des Tunisois lors de la bataille de Tunis en 1535.

## Localisation
Il est situé à l'extrémité sud du faubourg méridional de la médina de Tunis, en continuité du souk Es Sabbaghine, sur la rue Bab El Fellah.
On peut y accéder à partir de l'avenue Bab Jedid au nord ou du quartier européen de Montfleury au sud.

## Description
On y trouve des fruits et légumes, qui représentent la moitié de ses marchandises.
Il est destiné à la classe moyenne voire pauvre, ce qui explique son importance pour le gouvernement. En effet, son chef Habib Essid le visite en 2015 pour y contrôler le niveau des prix.

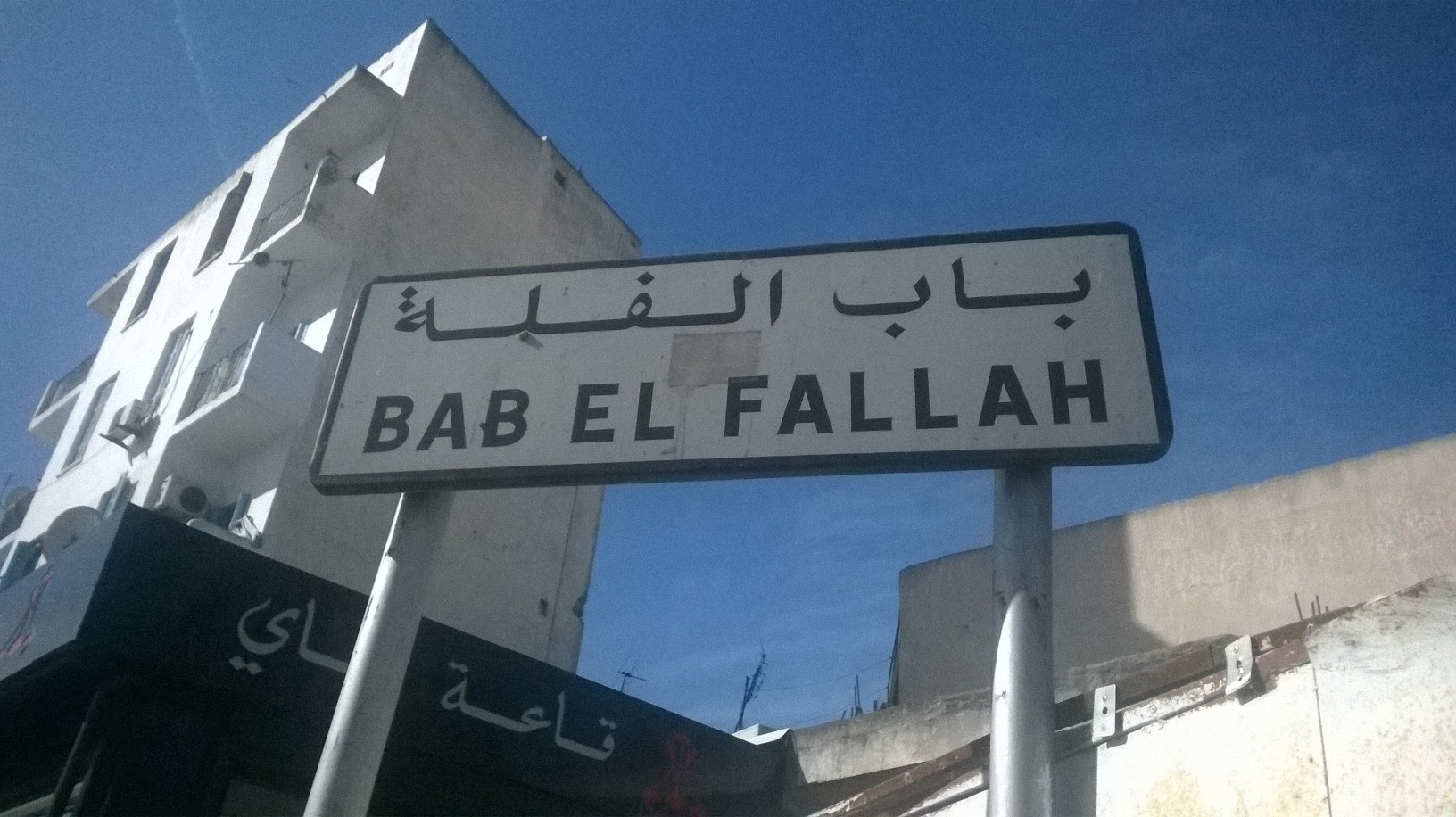
Plaque métallique marquant l'entrée du souk.
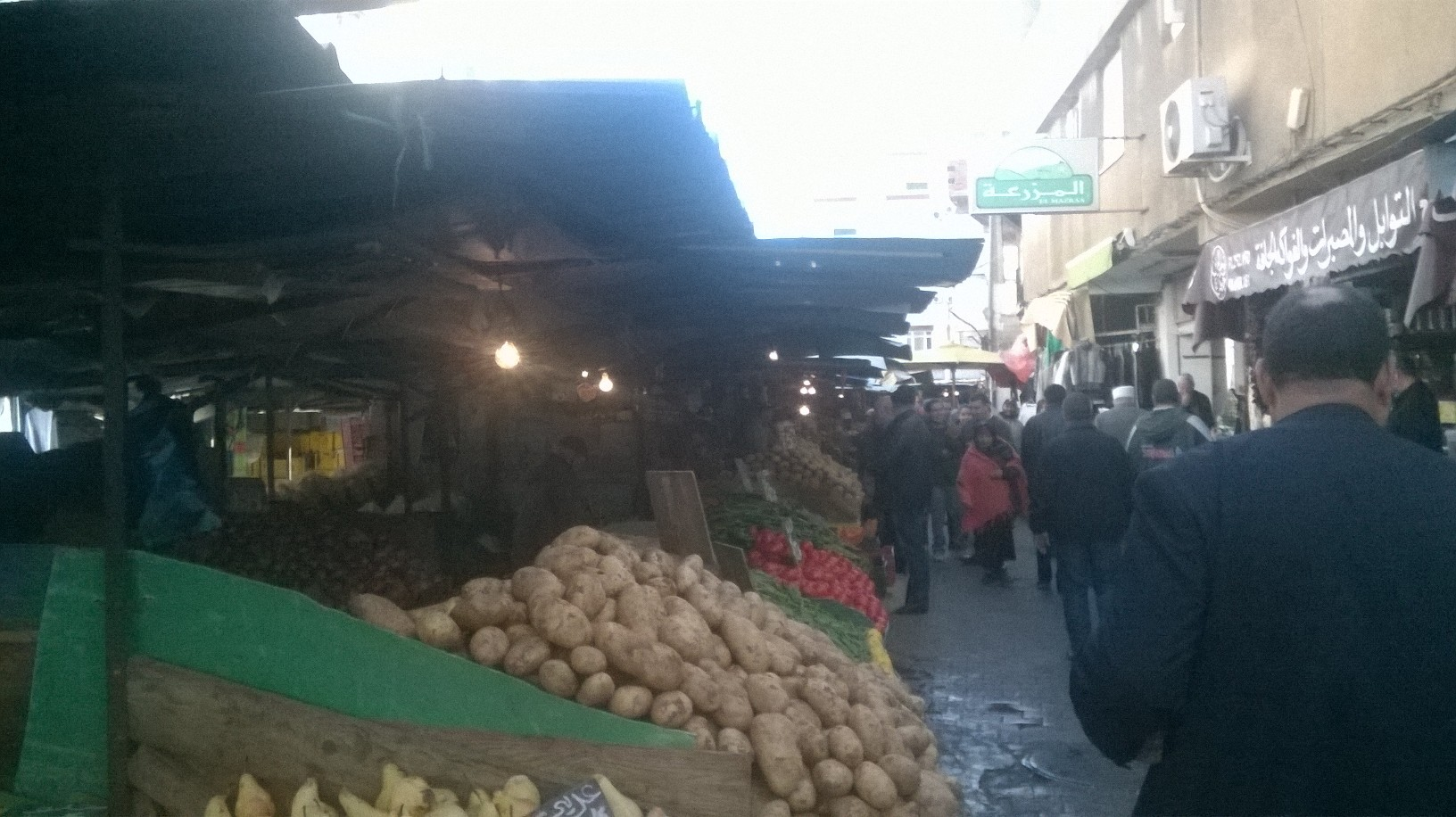
Vue du souk montrant les marchands de légumes.
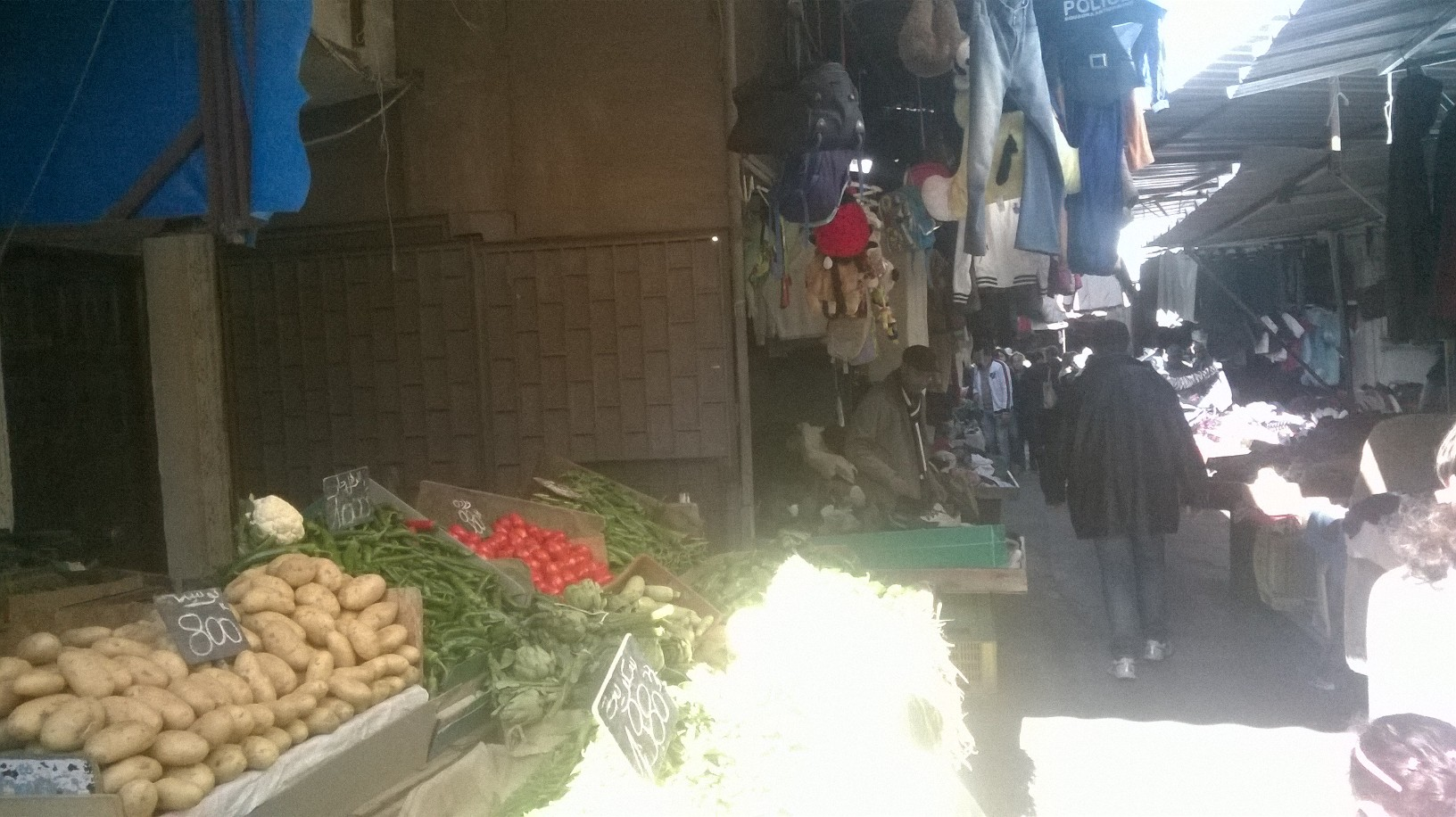
Vue d'un étal du souk.

## Édifices

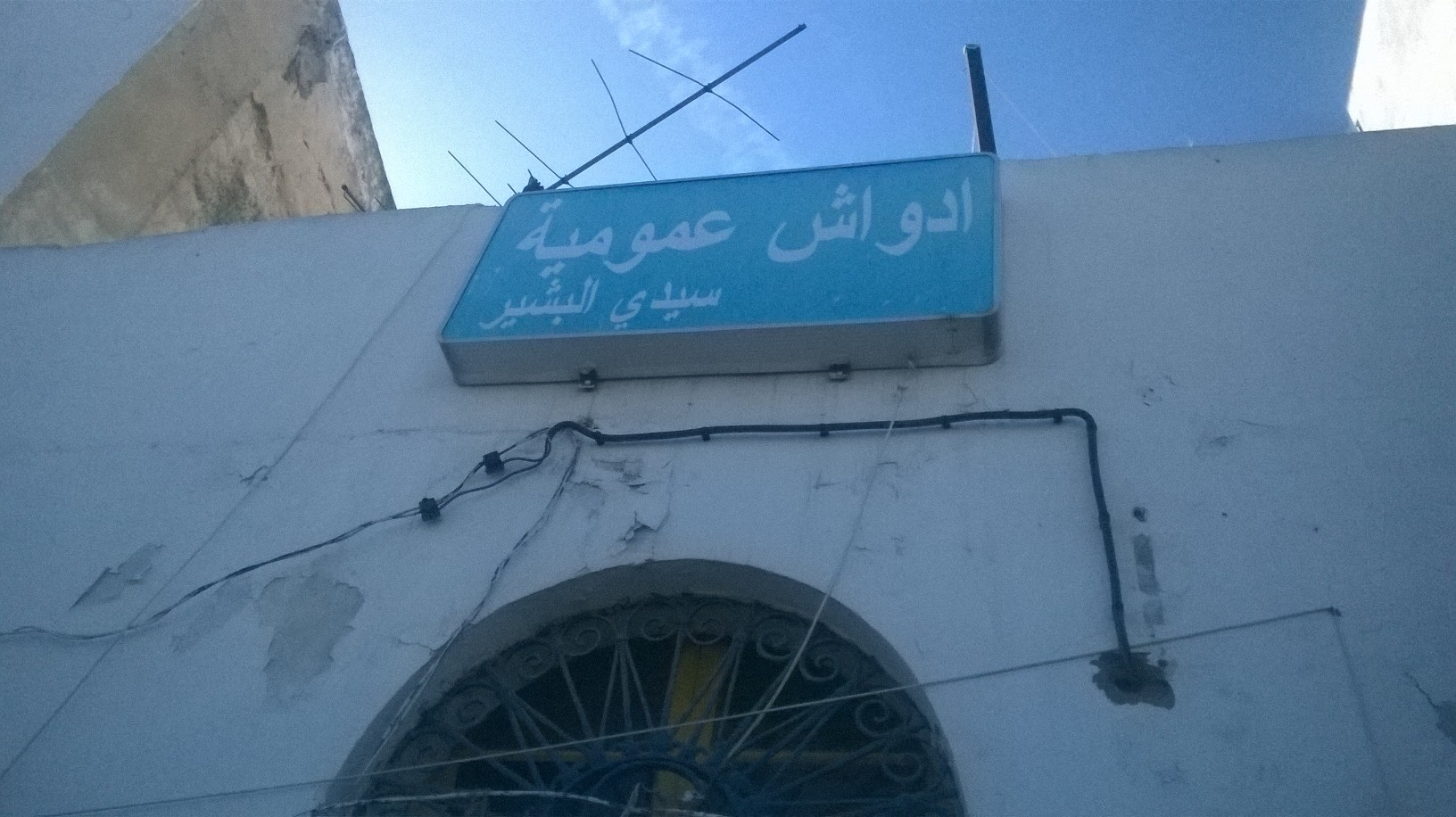
Douches publiques de Sidi El Béchir.

On y trouve aussi d'anciennes douches publiques.

## Cinéma
Il est le lieu de tournage du film Bab El Falla de Kraim Moslah en 2012.